# Patroclo de Troyes
Patroclo de Troyes (en latín, Patrocclus; en francés: Parre; en alemán: Patroklus) fue un mártir cristiano  que murió aproximadamente en el 259.  Nativo de Troyes, se caracterizó por su caridad. 
Comúnmente venerado después del descubrimiento de sus Actas, Patroclo es mencionado durante las persecuciones del Emperador Aureliano.  De él se dice que convirtió a Sabino de Troyes.
Sus perseguidores lo lanzaron al río Sena, pero Patroclo consiguió escapar. De todas maneras, volvió a ser capturado y fue decapitado en Troyes.

## Veneración

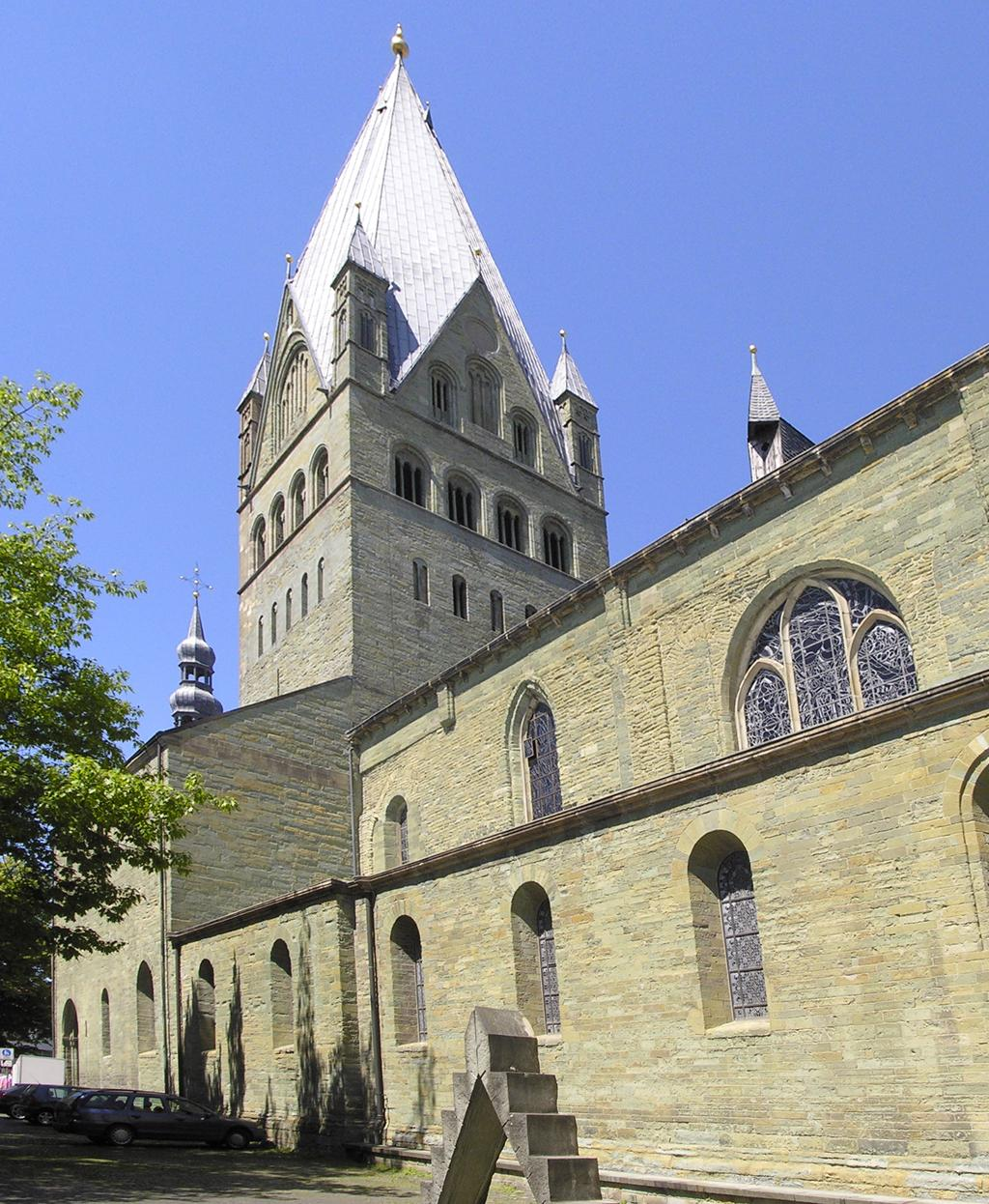
St Patrokli Dom (Catedral de San Patroclo), en Soest

En 960, el arzobispo de Colonia, Bruno I, trasladó las reliquias de Patroclo de Troyes y las enterró en 964 en la catedral de Soest (Alemania), donde todavía es venerado. Su festividad es el 21 de enero. 